# Hypsirhynchus funereus
Espèce
Synonymes
- Alsophis funereus Cope, 1862

Hypsirhynchus funereus  est une espèce de serpents de la famille des Dipsadidae.

## Répartition
Cette espèce est endémique de Jamaïque.

## Publication originale
- Cope, 1863 "1862"  : Synopsis of the species of Holcosus and Ameiva, with diagnoses of new West Indian and South American Colubridae. Proceedings of the Academy of Natural Sciences of Philadelphia, vol. 14, p. 60-82 (texte intégral).